# Bertrange
Bertrange (luxembourgsk: Bartreng) er en kommune og et byområde i storhertugdømmet Luxembourg. Kommunen, som har et areal på 17,39 km², ligger i kantonen Luxembourg i distriktet Luxembourg. I 2005 havde kommunen 5.724 indbyggere.
49°36′40″N 6°03′00″Ø / 49.6111°N 6.05°Ø